# Philippe Braunstein (historien)
Pour les articles homonymes, voir Braunstein et Philippe Braunstein (homonymie).
Philippe Braunstein, né le 15 novembre 1933 à Grenoble, est historien des économies et des sociétés européennes de la fin du Moyen Âge. Venise occupe une place particulière dans le champ de ses recherches et de ses publications.

## Biographie
Il naît le 15 novembre 1933 à Grenoble. Il est élève de l’École normale supérieure (L1955)[1] et agrégé de l’université. En 1963, il devient membre de l’École française de Rome et, en 1987, fellow du Wissenschaftskolleg de Berlin. En 1965, il entre à la VIe section de l’École pratique des hautes études, devenue par la suite l’École des hautes études en sciences sociales. Il y est maître assistant en 1967, puis directeur d’études de 1982 à 2001.
Il enseigne comme chargé de cours à l’université Paris X de 1967 à 1976, comme professeur associé à Bielefeld et à Sienne, et donne des conférences dans de nombreuses universités françaises et étrangères. Ses recherches et son enseignement portent sur l’histoire du travail dans les villes, notamment l’histoire des métiers et des chantiers de construction, l’histoire des mines et de la métallurgie en France, en Allemagne et en Italie, ainsi que sur l’histoire des relations sociales et des mentalités. Il s’intéresse également à l’histoire de Venise à la fin du Moyen Âge et au début des Temps modernes.
En 1972, il publie, en collaboration avec Robert Delort, Venise. Portrait historique d’une cité aux éditions du Seuil, premier ouvrage d’une série de recherches consacrées à cette ville[2].

## Publications
(mars 2017).

### Histoire de l'économie et des techniques

#### Ouvrages
- Philippe Braunstein, Travail et entreprise à la fin du Moyen Âge, Bruxelles, De Boeck, 2003  (ISSN 0779-4649)
- Philippe Braunstein et Luca Molà, Il Rinascimento italiano e l'Europa : III, Produzione e tecniche, Fondazione Cassamarca, Treviso, Angelo Colla editore, 2007  (ISBN 978-88-89527-19-1)

#### Articles
- Philippe Braunstein, « Die französische Wirtschaft am Ende des Mittelalters : ein Überblick », Europa 1400 : die Krise des Spätmittelalters  (ISBN 3-608-91210-X), F. Seibt et W. Eberhard, Klett-Cotta, 1984, p. 200-209
- Philippe Braunstein, « Die Techniker und die Macht », Journal für Geschichte  (ISSN 0171-953X), 1988, p. 13-19
- Philippe Braunstein, « Les techniciens et le pouvoir à la fin du Moyen Âge : une direction de recherche », dans Françoise Autrand (dir.), Prosopographie et genèse de l'État moderne, Paris, Collection de l'École normale supérieure de jeunes filles, 1986  (ISBN 2-85929-023-0), p. 223-229
- Philippe Braunstein, « Histoire des techniques », Dictionnaire des sciences historiques, Paris, Presses Universitaires de France, 1986  (ISBN 2-13-039361-6), p. 648-652
- Philippe Braunstein, « L'industria urbana alla fine del Medioevo », Lezioni: Strumenti, volume 6, Università degli Studi di Firenze, Dipartimento di Storia, 1996
- Philippe Braunstein, « Banquiers », « Capital, capitalisme », « La Hanse, villes hanséatiques », dans André Vauchez (dir.), Dictionnaire encyclopédique du Moyen Âge, tome I, Paris, Éd. du Cerf, 1997  (ISBN 2-204-05790-8), p. 258, 170-171, 711-712.
- Philippe Braunstein, comptes rendus d'histoire des techniques (Mohebbi, Lagabrielle-Vingtain, Pressouyre-Benoît, Zacchigna, Cortese, Ricetti, Bernardi, Broillet, König, Wiesemann, Huske, Tizzoni, Billanovich, Belhoste, Alvès-André, Westermann), Annales. Économies, Sociétés, Civilisations, 1998, éditions de l'EHESS  (ISSN 0395-2649), p. 947-990.
- « Maîtrise et transmission des connaissances techniques au Moyen Âge », History of Technology, no 21, 1999, éd. G. Hollister-Short, Londres, 2000, p. 155-165.
- Avec M. Arnoux et Ph. Bernardi, « Travailler, produire. Éléments pour une histoire de la consommation », Les tendances actuelles de l'histoire du Moyen Âge en France et en Allemagne, sous la direction de J. Cl. Schmitt et O.G. Oexle, Publications de la Sorbonne, 2002, p. 537-554[1].
- « L'organizzazione del lavoro alla fine del Medioevo », Annali di Storia dell'impresa, no 14, 2003, Venise, p. 191-200.
- « Technique et augmentation des biens économiques », Tradition, Innovation, Invention. Fortschrittsverweigerung und Fortschrittsbewusstsein im Mittelalter, ed. H.J. Schmidt, Scrinium Friburgense, no 18, Berlin-New York, 2005, p. 87-106.
- « La geografia della produzione », Il Rinascimento italiano e l'Europa : III, Produzione e tecniche, a cura di Ph. Braunstein e Luca Molà, Treviso, 2007, p. 3-34.
- « Production et travail dans les villes à la fin du Moyen Âge », Revista de Faculdade de Letras, Historia, Universidade do Porto, no 8, 2007, p. 11-23[2].
- « Artisanat, techniques et production », Dictionnaire du monde germanique, sous la direction de E. Deculot, M. Espagne et J. Le Rider, 2007, p. 70-71.
- « Une géographie européenne de la production et des échanges au XVe siècle », Relations, échanges, transferts en Occident au cours des derniers siècles du Moyen Âge, Hommage à Werner Paravicini, sous la direction de Bernard Guenée et de Jean-Marie Moeglin, Académie des inscriptions et belles lettres, Paris 2010, p. 263-277[3].
- « Marchandises, hommes, savoir : tout circule ! », L'Histoire (« Moyen Âge, quoi de neuf ? »), no 428, octobre 2016, p. 74-79[4].
- « Léonard : la mécanique et les machines, note sur D. Lohrmann/Th. Kreft, Leonardo da Vinci », Codex Madrid I, Kommentierte Edition, 4 Bände, Böhlau Verlag, Köln, 2018, in Annales HSS (à paraître).

### Mines et métallurgie

#### Ouvrages
- Mines, carrières et métallurgie dans la France médiévale, Actes du colloque de Paris 1980 présentés par Philippe Braunstein et Paul Benoît, Paris, CNRS, 1983, 414 p.
- La Sidérurgie alpine en Italie (12e-17e siècles), études réunies par Philippe Braunstein, Collection de l'École française de Rome 290, 2001, 624 p[5].

#### Articles
- « Le Fer et la production de fer en Europe (500-1500) », Annales. Économies, Sociétés, Civilisations, no 2, vol. 27, 1972, p. 407-414[6].
- (en) « Innovations in Mining and Metal Production in Europe in the late Middle Ages », The Journal of European Economic History, 1983, p. 573-591[7].
- Avec Paul Benoît, « Les Comptes miniers d'Hurtières en Savoie au XIVe siècle », Mines, carrières et métallurgie dans la France médiévale..., I983, p. 183-206.
- « Mines et métallurgie en France à la fin du Moyen Âge : perspectives d'ensemble et recherches bourguignonnes », Montanwirtschaft Mitteleuropas vom 12. bis 17. Jahrhundert, Forschungsprobleme, Der Anschnitt, Beiheft 2, Bochum 1984, p. 86-94.
- « Les mines anciennes entre Lyonnais et Briançonnais ; bilan et perspectives de recherches », Les Ressources minérales et l'histoire de leur exploitation (108e Congrès national des sociétés savantes, Grenoble 1983), Colloques du CTHS, 2, Paris, 1986, p. 151-163.
- « Mines et métallurgie dans la France ancienne », Archeologia, Archéologie et Industrie, no 107, 1986, p. 18-22.
- (de) « Edelsteine », Lexicon des Mittelalters, 1986, p. 1560-1561.
- (de) « Eisen », Lexicon des Mittelalters, 1986, p. 1749-1753.
- « Le Travail minier dans le royaume de France à la fin du Moyen Âge », Bergbau und Arbeitsrecht. Die Arbeitsverfassung im europäischen Bergbau des Mittelalters und der frühen Neuzeit, hrsg. Von K.H. Ludwig et P. Sika, Böcksteiner Montana, 8, VWGÖ, Vienne, 1989, p. 157-186.
- (de) « Hüttenwesen », Lexicon des Mittelalters, 1990, col. 237-239.
- (de) « Kupfer » et « Messing », Lexicon des Mittelalters, 1990, col. 1560, 1576-1577.
- « L'Industrie minière et métallurgique dans l'Europe médiévale : approche historique et archéologique », Scienze in Archeologia, ed. T. Mannoni et A. Molinari, (Certosa di Pontignano (Siena) 1988), Florence, 1990, p. 143-170.
- « Métallurgie et vie des campagnes : les cheminées dans les arbres », Études rurales, 125/126, 1992, p. 9-12[8].
- (it) « Gli statuti minerari nel Medioevo europeo », Archeologia delle attività estrattive e metallurgiche, Quaderni del dipartimento di Archeologia e Storia delle arti, Università di Siena, a cura di R. Francovich, Florence, 1993, p. 277-301.
- « Leggende « welsche » e itinerari slesiani : la prospezione mineraria nel Quattrocento », Quaderni Storici N.S., Miniere e metallurgia, no 70, vol. 24, 1989, p. 25-56. (Réédition en français, History of Technology, ed. G. Hollister-Short et Franck A.J.L. James, 1993, p. 206-235)[9].
- « Aux origines médiévales de l'industrie moderne : le secteur des mines et de la métallurgie », Il mestiere dello storico dell'Età moderna, ed. Casagrande, Bellinzona, 1997, p. 9-21[10].
- (de) « Lebensmittelverbrauch und Regelungen der Versorgung in den französischen Bergbauzentren am Ende des Mittelalters und im 16. Jahrhundert », VSWG-Beiheft 130, ed. E. Westermann, Bergbaureviere ald Verbrauchzentren, Stuttgart, 1997, p. 415-427.
- (en) « Wood, Iron and Water in the Othe Forest in the late Middle Ages : New Findings and Perspectives », Technology and Resource Use in Medieval Europe, Cathedrals, Milles and Mines, ed. E. Bradford Smith and M. Wolfe, Ashgate, Aldershot (GB) Brookfield (USA), 1997, p. 173-184.
- « Acier, fer et minerai de fer à la Douane de Rome : commerce et entreprise au XVe siècle », La Sidérurgie alpine en Italie, 2001, p. 499-512[11].
- « L'Acier de Brescia à la fin du XIVe siècle : l'apport d'une correspondance d'affaires », La Sidérurgie alpine en Italie, 2001, p. 455-479[12].
- « Des minerais au métal : la longue durée à l'épreuve des sources et des méthodes », Au-delà de l'écrit. Les hommes et leurs vécus matériels au Moyen Âge à la lumière des sciences et des techniques : nouvelles perspectives, ed. R. Noël, L. Paquay, J.P. Sosson, Typologie des sources du Moyen Âge occidental, Brepols, 2003, p. 135-149[13].
- Série de comptes rendus d'histoire minière et métallurgique (Di Gangi, Eschenlohr, Verna, Bailly-Maître), Annales. Économies, Sociétés, Civilisations, 2004, p. 444-450.
- Avec Patrice Beck, Alain Ploquin et Michel Philippe, « Minières et ferriers du Moyen Âge en forêt d'Othe (Aube, Yonne) : approches historiques et archéologiques », Revue archéologique de l'Est, tome 57, 2008, p. 333-366[14].
- Avec E. Landsteiner, « The Production and Trade of steel and steel tools in the early modern semi-periphery. A commodity chain approach to the Innerberg district (Austria) in the 16th and 17th centuries », L'acier avant Bessemer, sous la direction de Ph. Dillmann, L.Pérez, C. Verna, « Méridiennes », Toulouse-le-Mirail, 2011, p. 405-446.
- « La Production minière et les circuits d'approvisionnement métallique », Dynamiques du monde rural dans la conjoncture de 1300, éd. M. Bourin, F. Menant, L.T. Figueras, École Française de Rome, coll. 490, 2014, p. 383-396.
- « Une communauté forestière aux XIVe et XVe siècles. Aix-en-Othe (Champagne) », Le Moyen Age, CXXIII, 2017, p. 25-40[15].
- « Conclusion - Les métaux précieux en Méditerranée. Productions, transformations, circulations », Les Métaux précieux en Méditerranée médiévale. Exploitations, transformations, circulations, sous la direction de Nicolas Minvielle Larousse, Marie-Christine Bailly-Maître et Giovanna Bianchi, Presses universitaires de Provence, 2019, « Conclusion », p. 329-332[16].
- « L'entreprise minière de Brandes (XIe – XIVe siècles): extraction et transformation de minerais argentifères » (introduction), sous la direction de Marie-Christine Bailly-Maître, DARA 47, 2019.

### Histoire des sociétés médiévales

#### Ouvrages
- Histoire de la vie privée, De l'Europe féodale à la Renaissance, L'émergence de l'individu, Tome 2, sous la direction de Georges Duby, Éditions du Seuil, Paris, 1985, p. 526-619.
- Un banquier mis à nu. Autobiographie de Matthäus Schwarz, bourgeois d'Augsbourg, Gallimard, coll. « Découvertes Gallimard Albums », Paris 1992, 144 p.[17]

#### Articles
- « Du nouveau sur l'activité des Fugger à Rome entre 1517 et 1527 », Festschrift H. Kellenbenz, Wirtschaftskräfte und Wirtschaftswege, Nürnberg, 1976, p. 657-676.
- « Nuremberg, portrait d'une cité européenne », L'Histoire, no 6, 1978, p. 53-61[18].
- (it) « Dal bagno pubblico alla cura corporale privata : tracce per una storia sociale del intimo », Richerche Storiche, XVI, 1986, p. 523-534.
- « Réseaux familiaux, réseaux d'affaires en pays d'Empire : les facteurs de sociétés (1380-1520 »), Le Négoce international (XIIIe – XXe siècles), sous la direction de François Crouzet, Economica, Paris, 1989, p. 23-34.
- « Portraits de rois allemands à la fin du Moyen Âge : modèle et vérité », Texte/Image, Bild-Text, Actes du Colloque de Berlin (1988), éd. par S. Dümchen et M. Nerlich, T.U. Berlin, 1990, p. 115-122.
- (it) « Raccontarsi : le fonti tedesche per una storia della famiglia e dell'individuo alla fine del Medioevo », Lezioni/Strumenti, 4, Università di Firenze, Dipartimento di Storia, 1991, p. 1-19.
- « Hors du mariage, point de salut. Histoires de vie en Prusse avant la Réforme », in Histoire et société. Mélanges offerts à Georges Duby, vol. 1 : Le couple, l’ami et le prochain. Aix-en-Provence, 1992, Presses universitaires de Provence, p. 91-100.
- « L'Évènement et la mémoire : regards privés, rapports officiels sur le couronnement romain de Frédéric III », La circulation des nouvelles au Moyen Âge, Actes du XXIVe Congrès de la Société des Historiens médiévistes (Avignon, 1993), Publications de la Sorbonne, École française de Rome, 1994, p. 219-229[19].
- « Pour une histoire des élites urbaines : vocabulaire, réalités et représentations », Les élites urbaines au Moyen Âge, XXVIIe Congrès de la Société des historiens médiévistes (Rome, mai 1996), Publications de la Sorbonne et École française de Rome, 1996, p. 29-38[20].
- « Artisans », dans Jacques Le Goff et Jean-Claude Schmitt (dir.), Dictionnaire raisonné de l'Occident médiéval, Fayard, Paris, 1999, p. 67-75.
- « La Pauvreté au quotidien : apports et limites des sources médiévales », Les niveaux de vie au Moyen Âge. Mesures, perceptions et représentations, J.P. Sosson, Cl. Thiry, S. Thonon, T. Van Hemelryck éditeurs, Louvain-la-Neuve, 1999, p.91-103.
- « Le Sentiment des différences vécues », Actualités du monde contemporain, « Le genre humain », Éditions du Seuil, 2000, p. 125-130.
- (it) Avec Franco Franceschi, « ‘Saperssi governar’. Pratica mercantile e arte di vivere », Il Rinascimento italiano e l'Europa, IV, Commercio e cultura mercantile, Treviso, 2007, p. 655-677.
- (it) « Il mercante davanti alla morte », La morte e i suoi riti in Italia tra Medioevo e prima Età Moderna, a cura di F. Salvestrini, G.M. Varanini, A. Zangarini, Firenze, University Press, 2007, p. 257-274[21].
- « Survivre », Le epidemie nei secoli XIV-XVII, a cura di Alfonso Leone e Gerardo Sangermano, La nuova scuola medica salernitana, Quaderni, 3, novembre 2006, p. 85-89[22].

### Histoire de Venise et de la Vénétie

#### Ouvrages
- Avec Robert Delort, Venise. Portrait historique d'une cité, Éditions du Seuil, Points Histoire, Paris, 1971, 254 p.[23] ; édition augmentée, 2018, 313 p.
- Venise 1500. La puissance, la novation et la concorde : le triomphe du mythe, éditions Autrement (collection « Mémoires » no 22), 1993, 251 p.[24]
- Avec Reinhold C. Mueller, Descripcion ou traicté du gouvernement et regime de la cité et seigneurie de Venise : Venezia vista dalla Francia ai primi del Cinquecento, Istituto Veneto di Scienze, Lettere ed Arti et Publications de la Sorbonne, Venise-Paris, 2015, 467 p.[25]
- Les Allemands à Venise (1380-1520), Bibliothèque des Écoles françaises d'Athènes et de Rome 372, 2016, 975 p.[26]
- Alvise Mocenigo dalle Gioie, ambasciatore di Venezia. Lettere e dispacci dalla Germania e dalla Francia (1502-1506), a cura di Philippe Braunstein. Testo critico e nota filologica di Aurelio Malandrino, Fonti per la Storia di Venezia, Sezione V, fondi vari, 61, Viella, Roma 2021, 372 p.
- L'Arsenal de Venise, des origines aux temps modernes, Comité Rochefortais de Documentation Historique de la Marine, 2021, 36 p.

#### Articles
- « Relations d'affaires entre Nurembergeois et Vénitiens à la fin du Moyen Âge », Mélanges d'archéologie et d'histoire de l'École française de Rome, 1964, p. 227-269.
- « Les Entreprises minières en Vénétie au XVe siècle », Mélanges d'archéologie et d'histoire de l'École française de Rome, 1965, p. 529-607[27].
- (de) « Zur Frühgeschichte des Bergbaues und Quecksilberhandels von Idria », Neues aus Altvillach, 1965, p. 41-45.
- « Le Commerce du fer à Venise au XVe siècle », Studi Veneziani, VIII, 1966, p. 267-302.
- (de) « Wirtschaftliche Beziehungen zwischen Nürnberg und Italien im Spätmittelalter », Beiträge zur Wirtschaftsgeschichte Nürnbergs, I, 1967, p. 377-406.
- (de)« Venedig und der Türke (1470-1570) », Die wirtschaflichen Auswirkungen der Türkenkriege, Graz, 1971, p. 59-70[28].
- « À propos de l'Adriatique entre le XVIe-XVIIIe siècles », Annales. Économies, Sociétés, Civilisations, 1971, p. 1270-1278[29].
- « Livres de comptes et routes commerciales dans les Alpes orientales et les Balkans au XVIe siècle », Annales. Économies, Sociétés, Civilisations, no 1, 1972, p. 247-255[30].
- Avec M. Mollat et J.Cl. Hocquet, « Réflexions sur l'expansion vénitienne en Méditerranée », Venezia e il Levante fino al secolo XV, Florence, 1973, p. 515-539.
- « Remarques sur la population allemande de Venise à la fin du Moyen Âge », Venezia centro di mediazione tra Oriente e Occidente (sec. XV-XVI) : aspetti e problemi, Florence, 1977, p. 233-243.
- « Guerre, vivres et transports dans le haut-Frioul en 1381 », Festschrift Herbert Hassinger, Innsbruck, 1977, p. 85-108.
- « Dans les Alpes orientales à la fin du Moyen Âge : chemins et trafics », Association interuniversitaire de l'Est, 18, Transports et voies de communication, Dijon, 1977, p. 71-79.
- « Le Marché vénitien du cuivre au XVe siècle », Schwerpünkte des europäischen Kupfermarktes (1460-1560), Kölner Wirtschaftsstudien III, Cologne, 1977, p. 78-94.
- « Aux origines de la Venise allemande », Archivio Veneto, 113, 1979, p. 153-155.
- « Les Allemands et la naissance de l'imprimerie vénitienne », Revue des études italiennes, 1981, p. 381-389.
- (it) « Appunti per la storia di una minoranza : la popolazione tedesca di Venezia nel Medioevo », Strutture familiari, Epidemie, Migrazioni nell'Italia medievale, ed. R. Comba, G. Piccinni, G. Pinto, Naples, 1984, p. 511-517.
- « L'Honneur perdu de Fiorenza della Croce », note critique, Annales. Économies, Sociétés, Civilisations, 1985, p. 227-234[31].
- (it) « Venezia e la Germania nel Medioevo », Venezia e la Germania, Electa, Milano, 1986, p. 35-49.
- « Le Prêt sur gages à Padoue et dans le Padouan au milieu du XVe siècle », Gli Ebrei e Venezia (secoli XIV-XVIII), a cura di G. Cozzi, Milan, I987, p. 651-669.
- (de) « Erscheinungsformen einer Kollektividentität. Die Bewohner des Fondaco dei Tedeschi in Venedig (12.-17. Jahrhundert) », Hochfinanz, Wirtschaftsräume, Innovationen. Festschrift für Wolfgang von Stromer, hrsg. Von U. Bestmann, F. Irsigler, J. Schneider, Trèves, 1987, p. 411-420.
- « La Capture d'une coque vénitienne sur la route de Flandre au début du XVe siècle », Horizons marins, Itinéraires spirituels (Ve – XVIIIe siècles), études réunies par H. Dubois, J.Cl. Hocquet, A. Vauchez, II, Marins, navires et affaires, Publications de la Sorbonne, Paris, 1987, p. 123-135.
- « De la montagne à Venise : les réseaux du bois au XVe siècle », Mélanges de l'École française de Rome (Moyen Âge, Temps modernes), no 2, vol. 100, 1988, 2, p. 761-799[32].
- « Venise : la république des marchands », Historia, no 542, 1992, p. 71-77.
- (it) « Immagini di un'identità collettiva: gli ospiti del Fondaco dei Tedeschi a Venezia (secoli XII-XVII) », Sistema dei rapporti ed elites economiche in Europa (secoli XII-XVII), a cura di Mario del Treppo, GISEM, Naples, 1994, p. 63-69.
- « Marchands et navigateurs à la conquête du monde », L'Histoire, no 208, mars 1997, p. 30-35[33].
- « L’État, tel qu'en lui-même enfin la cité se change », note critique à propos d'E. Crouzet-Pavan, « Sopra le acque salse ». Espaces, pouvoir et société à Venise à la fin du Moyen Âge (EFR, no 156, 1992), Annales. Économies, Sociétés, Civilisations, no 2, vol. 52, 1997, p. 257-264[34].
- « Entre sable et eau, une ville née du sel », Science et Vie, Hors-série no 201, « Les chefs-d'œuvre du génie humain », décembre 1997, p. 68-76[35].
- (it) « Cannaregio, zona di transito ? », La città italiana e i luoghi degli stranieri (XV-XVIII secolo) a cura di Donatella Calabi e Paola Lanaro, Laterza, 1141, 1998, p. 52-62. (Réédité en français : « Cannaregio, zone de transit ? » Les Étrangers dans la ville. Minorités et espace urbain du bas Moyen Âge à l'époque moderne, sous la direction de Jacques Bottin et de Donatella Calabi, Éditions de la Maison des sciences de l'Homme, Paris, 1999, p. 159-169).
- (it) « I confini italiani dell'Impero : la percezione della frontiera nella seconda metà del XV secolo », 1500 Circa, Skira, Milano, 2000, p. 461-466.
- (it) « Imparare il tedesco a Venezia intorno al 1420 », La trasmissione dei saperi nel Medioevo (secoli XII-XV), XIXe Convegno Internazionale di Studi, Centro Italiano di Studi di Storia e d'Arte, Pistoia, 2005, p. 321-336[36].
- (it) Avec Reinhold C. Mueller, « Venezia vista dalla biblioteca di un ammiraglio francese del primo Cinquecento », Venezia. L'altro, l'altrove : aspetti della percezione reciproca, a cura di S. Winter, Roma, Edizioni di storia e letteratura, 2006, p. 73-97[37].
- (it) « La minoranza tedesca a Venezia alla fine del Medioevo », Intorno all'Olimpiade di Baldassare Galuppi, a cura di Uwe Israel, Venetiana VIII, Rome-Venise, 2010, p. 93-106.
- « Être esclave à Venise à la fin du Moyen Âge », Couleurs de l'esclavage sur les deux rives de la Méditerranée (Moyen Âge-XXe siècle), sous la direction de R. Botte et A. Stella, Karthala, Paris, 2012, p. 85-103[38].
- « Innovations italiennes et répercussions en Europe », Les innovations verrières et leur devenir, Les Cahiers de verre et Histoire, 2, sous la direction de Sophie Lagabrielle et de Corine Maitte, Paris, 2013, p. 59-60[39].
- « Les Allemands et les métiers du verre à Venise à la fin du Moyen Age », Le verre. Un moyen Age inventif, sous la direction de Sophie Lagabrielle, RMN, 2017, p. 192-195[40].
- (it) « Quando erano i Tedeschi ad emigrare », Storia Mondiale dell'Italia, a cura di Andrea Giardini, Laterza, 2017, p. 308-312[41].
- « Les Allemands à Venise à la fin du Moyen Âge », Comunità e società nel Commonwealth veneziano, a cura di Gherardo Ortalli, Oliver Jens Schmitt, Ermanno Orlando, Istituto Veneto di Scienze, Lettere ed Arti, Venise, 2018, p. 153-162[42].
- « Confins, parcours, stratégies. Entre Venise et les Alpes (XVIe – XVIIe siècles) », Le Moyen Age, tome CXXIV, 2, 2018, p. 419-426.

### Études diverses

#### Ouvrages
- Y. Renouard, Les Villes d'Italie de la fin du Xe siècle au début du XIVe siècle, nouvelle édition par Philippe Braunstein, Paris, éd. Société d’édition d'enseignement supérieur, 1969, 2 vol., 574 p[43].
- Pierre Jeannin, Marchands du Nord : espaces et trafics à l'époque moderne, textes réunis par Philippe Braunstein et Jochen Hoock, avant-propos de Philippe Braunstein, Paris, Presse de l’ÉNS, Paris, 1996[44].
- L'Oratoire du Louvre et les protestants parisiens, éd. Philippe Braunstein, Labor et Fides, Genève, 2011, 349 p.[45]

#### Articles
- « Les Foires de Chalon à la fin du Moyen Âge : un entre-deux de l'histoire du commerce européen » (note critique), Annales. Économies, Sociétés, Civilisations, 1979, p. 172-179.
- « L'Agriculture médiévale hongroise », Études rurales, no 1, vol. 73, 1979, p. 137-144[46].
- « La Toscane dans le premier tiers du XVe siècle : informatique et paysage social », Annales. Économies, Sociétés, Civilisations, no 1, vol. 35, 1980, p. 42-51[47].
- « Signes du pouvoir et symbolique de l'État, livre-montage de P.E. Schramm, Herrschaftszeichen », Le Débat, 1981, p. 166-192.
- « L'Espace germanique de la gravure avant Dürer », Nouvelles de l'estampe, 64-65, 1982, p. 6-8.
- « Charles Gide et André Gide : un jeu de regards », Archives de sciences sociales de la coopération et du développement, 61, 1982, p. 5-7.
- « Le Titre et le sujet : La Tempête de Giorgione », Annales. Économies, Sociétés, Civilisations, no 1, vol. 38, 1983, p. 99-106[48].
- Avec Christiane Klapisch, « Florence et Venise : les rituels de la ville à l'époque de la Renaissance », Annales. Économies, Sociétés, Civilisations, 1983, p. 1110-1124.
- « Le Sinaï décoloré : vision, langage et paysage à la fin du Moyen Âge », Cahiers de psychologie de l'art et de la culture, 10, 1984, p. 25-32.
- « Ces routes qui ont fait l'Europe », L'Histoire, no 83, novembre 1985, p. 64-75[49].
- Amedeo Feniello, Les Campagnes napolitaines à la fin du Moyen Âge, préface par Philippe Braunstein, Collection de l'École française de Rome, 348, 2005, p. VII-IX.
- « Marc Bloch revisité », Études rurales, no 1, vol. 101-102, 1986-1987, p. 329-332[50].
- « Segni del potere, segni del valore », note critique sur J. Day, Études d'Histoire monétaire (XIIe -XIXe siècles), 1984, Studi Storici, no 1, vol. 28, 1987, p. 233-236[51].
- « L'Europe financière au Moyen Âge (XIe-XVe siècles) », Histoire de l'Europe financière, Marchés et techniques financières, no 20-21, 1990, p. 16-19.
- « Forêts d'Europe au Moyen Âge », Cahiers du Centre de recherches historiques, no 6, EHESS, février 1990, p. 15-24[52].
- « Les villes s'extraient des campagnes », L'Esprit de l'Europe : dates et lieux, sous la direction de A. Compagnon et J. Seebacher, vol. I, Paris, Flammarion, 1993, p. 239-249[53].
- (it) « La nascita del credito : moneta e banca nei secoli XI-XIV », Etruria Oggi. Periodico della Banca popolare dell'Etruria e del Lazio, 38, 1995, p. 43-46.
- « Grands Chantiers et hommes de l'art : la grande mutation », Léonard de Vinci et ses précurseurs, Les Cahiers de Science et Vie, « Grands Ingénieurs », hors-série no 34, 1996, p. 6-14.
- « Le Paysage social florentin vu d'en bas. Le monde de la laine entre 1380 et 1430 », note critique à propos de A. Stella, La Révolte des Ciompi, les lieux, le travail (Paris, 1993) et F. Franceschi, Oltre « Il tumulto ». I lavoratori fiorentini dell'Arte della Lana fra Tre e Quattrocento (Florence, 1993), Annales. Économies, Sociétés, Civilisations, no 4, vol. 52, 1997, p. 765-775[54].
- G. Dohrn Van Rossum, Die Geschichte der Stunde, L'Histoire de l'heure. L'Horlogerie et l'Organisation moderne du temps, préface de la traduction française par Philippe Braunstein, Éditions de la Maison des sciences de l'Homme, Paris, 1997, p. IX-XVII.
- Georges Duby, Études rurales (textes réunis et présentés par Philippe Braunstein), no 144-146, EHESS, 1999, p. 11-13[55].
- « Du Danube au Sinaï : le passé et le présent du monde », L'Étranger au Moyen Âge, Actes du XXXe Congrès de la Société des historiens médiévistes (Göttingen, 1999), Paris, Publications de la Sorbonne, no 1, 1999, p. 283-297[56].
- « Nature de l'objet, structure du paysage », Annales, Histoire, Sciences sociales (numéro intitulé « L’Histoire face à l'Archéologie »), no 3, 2000, p. 551-554[57].
- Donata Brianta, Europa mineraria. Circolazione delle élites e trasferimento tecnologico (secoli XVIII-XIX), préface par Philippe Braunstein, Milano, 2007[58].
- Sandrine Victor, La Construction et les métiers de la construction à Gérone au XVe siècle, préface par Philippe Braunstein, Toulouse, 2008.
- Ph. Bernardi, Maître, valet et apprenti au Moyen Âge. Essai sur une production bien ordonnée, préface par Philippe Braunstein, Toulouse, 2009.
- « La Summa de Luca Pacioli », dans Patrick Boucheron (dir.), Histoire du Monde au XVe siècle, Fayard, 2009, p. 494-499 (2012, p. 541-551).
- « La Pierre et la douleur », dans Annette Becker et Octave Debary (dir.), Montrer les douleurs extrêmes, Creaphys Éditions, Paris, 2012, p. 181-191.
- « Hommage : le monde urbain dans l'Occident médiéval : les leçons d'Yves Renouard », Histoire Urbaine, no 43, novembre 2015, p. 177-181[59].

### Comptes rendus
- Annales. Économies, Sociétés, Civilisations : 1967, 1968, 1970, 1971, 1983-1986, 1991, 1998, 1999, 2001 et 2005.
- Annales HSS : 2014, 2017 et 2018.
- Bibliothèque de l'École des Chartes : 1991 et 2007.
- Bulletin du bibliophile : 1989.
- Cahiers de civilisation médiévale : 1989, 2011 et 2019.
- Der Anschnitt : 1989 et 1990.
- Études rurales : 1979, 1982 et 1992.
- Francia : 1991, 2002, 2006 et 2009.
- Histoire et Sociétés rurales : 1994.
- Historische Zeitschrift : 2002.
- Le Médiéviste et l'Ordinateur : 1987.
- Le Moyen Âge : 1986, 2001, 2004, 2006, 2013, 2014, 2015 et 2017.
- Medievistik : 1996.
- Nuova rivista storica : 1988.
- Quaderni medievali : 2004.
- Revue historique : 2000, 2014.
- Sehpunkte : 2007.
- Studi veneziani : 1986.

### Ouvrages en collaboration
- Avec Aurélien Peter, organiste et Stanislas Siwiorek, interprète, « La Réforme à Paris (1520-1560) », conférence - concert au temple de l'Oratoire du Louvre, 10 octobre 2017[60].
- Avec Philippe Gaudin, Fabien Aubé et le chœur Ainulindalë, « Tolérance - Intolérance », conférence - concert au temple de l'Oratoire du Louvre, 2018[61].